# Долина (Врбје)
Долина је насељено место у саставу општине Врбје у Бродско-посавској жупанији, Република Хрватска.

## Историја
До територијалне реорганизације у Хрватској налазила се у саставу старе општине Нова Градишка.

## Становништво
На попису становништва 2011. године, Долина је имала 254 становника.

## Попис1991.
На попису становништва 1991. године, насељено место Долина је имало 425 становника, следећег националног састава:
| Попис 1991.‍  | Попис 1991.‍  | Попис 1991.‍ | Попис 1991.‍ | Попис 1991.‍ |
| ------------ | ------------ | ----------- | ----------- | ----------- |
|              |              |             |             |             |
| Хрвати       | Хрвати       |             | 355         | 83,52%      |
| Срби         | Срби         |             | 1           | 0,23%       |
| регион. опр. | регион. опр. |             | 1           | 0,23%       |
| непознато    | непознато    |             | 68          | 16,00%      |
| укупно: 425  |              |             |             |             |